# Puerto Williams
Puerto Williams o Port Williams, és una localitat i port xilè, situat a la ribera Nord de l'illa Navarino, a ribes del Canal de Beagle. És la capital tant de l'Agrupació de Comunes de Cap d'Hornos i de l'Antàrtica com de la província de l'Antàrtica Xilena, pertanyent al seu torn a la XII Regió de Magallanes i de l'Antàrtica Xilena.
És la localitat més austral del món.
Tanmateix, la consideració de ciutat més austral del món que, a Xile, s'acostuma a donar a Puerto Williams, està sota qüestió degut als dubtes respecte a la seva condició de ciutat, en favor de la ciutat argentina d'Ushuaia, ubicada un poc més al nord.
La població d'aquesta localitat segons el cens xilè 2012 és d'uns 1.600 habitants i tota la comuna de Cabo de Hornos és de 1.677 habitants.

## Història
Va ser creada el 21 de novembre de 1953 sota el nom de Puerto Luisa. El 22 d'agost de 1956 se li va canviar el nom per Puerto Williams, en commemoració del mariner irlandès Juan Williams, qui comandant la Goleta Ancud efectuà a nom del govern de Xile la presa de possessió de l'Estret de Magallanes, el 21 de setembre de 1843, fundant el Fuerte Bulnes.